# Scurry County
Scurry County je okres ve státě Texas v USA. Při sčítání obyvatelstva v roce 2010 zde žilo 16 921 obyvatel. Správním městem okresu je Snyder. Celková rozloha okresu činí 2 352 km².